# Wir sind dir treu
Wir sind dir treu ist ein 2005 realisierter Dokumentar-Kurzfilm des Schweizer Regisseurs Michael Koch. Er wurde am 28. Oktober 2005 bei den Hofer Filmtagen uraufgeführt. Die Originalsprache ist Baseldeutsch, ein Dialekt des Schweizerdeutsch; es werden Untertitel in (hoch)deutscher Sprache gezeigt.

## Inhalt
Der dokumentarische Kurzfilm behandelt die Stadionkultur der Fans des Fussballvereins FC Basel bei einem Meisterschaftsspiel 2005 im St. Jakob-Park gegen den FC Zürich und die Rolle des Capos, des Chefanstimmers in der Fankurve. Der Capo ist für die Stimmung während des Fußballspiels mitverantwortlich. Er stimmt die Lieder an, gibt den Rhythmus vor, animiert und choreographiert die Fans.

## Rezeption und Veröffentlichung
Der Film lief auf mehreren deutschen und europäischen Filmfestivals und wurde mehrfach ausgezeichnet, unter anderem beim 28. Internationalen Kurzfilmfestival in Clermont-Ferrand mit dem Canal+ Award. Von der Deutschen Film- und Medienbewertung (FBW) erhielt der Film das Prädikat „besonders wertvoll“, was die Jury unter anderem mit dieser Aussage begründete: „Dieser formbewusste, streng gearbeitete und kurze Dokumentarfilm ragt heraus. Er steht neben den verspielten, effekt-verliebten, temporeichen Sportfilmen wie ein kleiner strenger Monolith. Gleichzeitig ist dieser Kurzfilm weit mehr als eine „sportbezogene“ Produktion. Er führt weit über das Fußballspiel hinaus – und lenkt den Blick generell auf Mechanismen uniformen Verhaltens. Dies geschieht umso wirksamer, als Koch keine Auswüchse filmt und keinen brutalen „Einpeitscher“ zeigt. Der Regisseur vermeidet das Drastische – und macht darüber bewusst, wie weit das Alltägliche der Fan-„Kultur“ geht. Selbst die gemäßigten Fans skandieren – ganz selbstverständlich - „Tod und Hass“.“

### Kontroverse
Der Kurzfilm ist bei der Fangemeinde des FC Basel sehr umstritten und wird auch kontrovers diskutiert. Der Capo als Hauptdarsteller, verweigerte bisher die Genehmigung der weiteren Aufführung des Filmes.

## Auszeichnungen
- 2005: Internationale Kurzfilmtage Winterthur – Preis für den besten Schweizer Kurzfilm für Michael Koch
- 2005: Kasseler Dokumentarfilm- und Videofest – Nominierung für die Auszeichnung „Goldene Schlüssel“ in der Wettbewerbskategorie Bester dokumentarischer Kurzfilm für Michael Koch
- 2006: Internationales Kurzfilmfestival Clermont-Ferrand – Canal+ Award in der Wettbewerbskategorie Lab Competition für Michael Koch
- 2006: Filmkunstfest Schwerin – Nachwuchsförderpreis in der Wettbewerbskategorie Bester Kurz – Dokumentarfilm für Michael Koch
- 2006: DocumentaMadrid – Publikumspreis und Lobende Erwähnung in der Wettbewerbskategorie Bester Kurzfilm für Michael Koch
- 2006: Huesca Film Festival - Mención Especial del Jurado (Lobende Erwähnung der Jury) für Michael Koch
- 2006: Milano Film Festival - Lobende Erwähnung in der Wettbewerbskategorie Bester Kurzfilm für Michael Koch
- 2006: Internationales Festival der Filmhochschulen München - ARRI-Award für Michael Koch
- 2006: Internationales Festival der Filmhochschulen München - ARTE-Kurzfilmpreis für Michael Koch
- 2006: Schweizer Jugendfilmtage - Springender Panther in der Wettbewerbskategorie Bester Kurzfilm für Michael Koch